# Шаньшерово
Шаньшерово — деревня в Кочёвском районе Пермского края. Входит в состав Кочёвского сельского поселения. Располагается юго-западнее районного центра, села Кочёво, на левом берегу реки Янчер. Расстояние до районного центра составляет 20 км. По данным Всероссийской переписи населения 2010 года, в деревне проживало 12 человек (8 мужчин и 4 женщины).

## История
По данным на 1 июля 1963 года, в деревне проживало 199 человек. До конца 1962 года населённый пункт входил в состав Дуровского сельсовета, а в 1963 году деревня вошла в состав Кочёвского сельсовета.